# Rizari
Rizari (griechisch Ριζάρι (n. sg.)) ist ein Dorf und zugleich eine Ortsgemeinschaft (griechisch Τοπική Κοινότητα Topiki Kinotita) der Gemeinde Edessa in der griechischen Region Zentralmakedonien. Sie befindet sich rund sieben Kilometer südöstlich vom Sitz der Gemeinde Edessa, 85 Kilometer nordwestlich von Thessaloníki und liegt in einer Höhe von etwa 80 Metern über dem Meeresspiegel.

## Info
Rizari ist bekannt für seine Plantagen. In Rizari gibt es Pfirsich-, Kiwi-, Aprikosen-, Pflaumen- und andere Plantagen. Aber hauptsächlich ist Rizari für den Pfirsichanbau bekannt. Sie bauen Pfirsiche an und verkaufen die im In- als auch im Ausland. Aus diesen Pfirsichen werden Marmeladen, Säfte und Pfirsiche in der Dose gemacht.

### Name
Der Name des Dorfes war früher Ορυζάριον/Orizárion, was vom altgriechischen Wort für Reis, ὄρυζα/óriza, kommt. So nannte man den Ort, weil man auf Grund des vielen Wassers Reis anbauen konnte. Aus der Hochform Orizarion wurde dann Rizarion bzw. Rizari.

## Bevölkerung
Die örtliche Sprache ist Griechisch, es wird auch Pontisch gesprochen; die meisten Bewohner Rizaris sind Griechen, insbesondere griechische Makedonier und Pontier. Es gibt aber auch einige Albaner in Rizari, die Arbeit auf den Plantagen arbeiten. Meistens sind sie alleine im Dorf, da ihre Familien noch in Albanien sind. Das Durchschnittsalter der Bevölkerung ist hoch, es leben ziemlich viele ältere Leute dort.

## Religion
Die meisten Einwohner gehören dem griechisch-orthodoxen Glauben an. Es gibt im Dorf eine Griechisch-Orthodoxe Kirche ‚der 318 heiligen Väter‘ (318 Theoforon Pateron 318 Θεοφόρων Πατέρων).

## Verkehr
Mitten durch den Ort von Westnordwest nach Ostsüdost führt die Nationalstraße 2, zugleich die Europastraße 86, von Edessa nach Thessaloniki. Östlich des Dorfes verläuft die Eisenbahnlinie Thessaloniki-Platy Imathias-Edessa.

## Söhne und Töchter der Stadt
- Marietta Chrousala, Miss Griechenland 2003.